# Dimapur
Dimapur é uma cidade da Índia do estado de Nagalândia.

## História
No século 13 aC, a cidade era a capital da tribo Kachari. Em 1918, a antiga província de Assam do British Raj concedeu o arrendamento da cidade por um período de 30 anos ao distrito de Naga Hills (agora Nagalândia) para a construção de linhas ferroviárias. Em 1963, a cidade foi alugada por um período de 99 anos pelo estado de Nagalândia. De acordo com o censo indiano de 2011, totalizou 378,811 pessoas.